# Джефферсон, Амил
Амил Джефферсон (англ. Amile Jefferson; род. 7 мая 1993[…], Филадельфия, Пенсильвания) — американский баскетбольный тренер, в прошлом профессиональный баскетболист. Работает ассистентом главного тренера в клубе НБА «Бостон Селтикс». Играл на позиции тяжёлого форварда.

## Профессиональная карьера

### Айова Вулвз (2017—2018)
После окончания магистратуры в Дьюкском университете Джефферсон подписал контракт с клубом «Миннесота Тимбервулвз» на Летнюю лигу 2017 года, которая проходила с 7 по 17 июля в Лас-Вегасе. 18 сентября 2017 года Джефферсон подписал контракт с «Миннесотой». 14 октября он был отчислен одним из последних в связи с необходимостью сократить состав команды перед началом сезона. Он присоединился к «Айова Вулвз», фарм-клубу «Миннесоты», в Джи-Лиге НБА. 15 января 2018 года «Миннесота Тимбервулвз» подписала двусторонний контракт с Амилом Джефферсоном. 11 апреля 2018 года, в конце сезона 2017/2018, «Тимбервулвз» перевели контракт Джефферсона в стандартный контракт НБА, что позволяло ему играть до начала плей-офф 2018 года. Однако Джефферсон так и не появился на площадке в майке «Тимбервулвз».
В составе «Айова Вулвз» Джефферсон в среднем играл 35 минут за игру, набирая 18 очков и делая 13 подборов (лидер Джи-Лиги). В последней игре регулярного сезона за «Айову» Амил Джефферсон побил рекорд сезона по дабл-даблам в Джи-Лиге НБА, сделав 36 дабл-даблов в 47 играх. 16 апреля 2018 года Джи-Лига НБА включила Амила Джефферсона в три символические сборные турнира: сборную новичков, сборную звёзд защиты и вторую сборную всех звёзд.

### Орландо Мэджик (2018–2020)
27 июля 2018 года Джефферсон и «Орландо Мэджик» заключили двусторонний контракт. Джефферсон дебютировал в НБА 31 декабря 2018 года против «Шарлотт Хорнетс», сыграв четыре минуты, набрав два очка и один подбор. 30 июля 2019 года «Мэджик» повторно подписали с Джефферсоном двусторонний контракт. 1 ноября 2019 года «Мэджик» снова подписании контракта с Джефферсоном.
Джефферсон был отчислен «Мэджик» 6 февраля 2020 года.
26 февраля 2020 года «Лейкленд Мэджик» приобрели права на Джефферсона у «Айова Вулвз» в обмен на права на Брайана Анголу и выбор в первом раунде драфта Джи-Лиги НБА 2020 года.

### Галатасарай (2020–2021)
4 декабря 2020 года Джефферсон подписал контракт по схеме «Exhibit 10» с «Бостон Селтикс». «Селтикс» отказались от услуг Джефферсона 19 декабря 2020 года.
29 декабря 2020 года Джефферсон подписал контракт с «Галатасараем» из Турецкой баскетбольной суперлиги.

## Тренерская карьера
21 июля 2021 года Джефферсон был назначен директором по развитию игроков «Дьюк Блю Девилз». В апреле 2022 года главный тренер Джон Шайер повысил его до помощника главного тренера.
В 2023 году Джефферсон стал помощником тренера «Бостон Селтикс» под руководством главного тренера Джо Маззуллы. Джефферсон стал чемпионом НБА, когда «Селтикс» победили «Даллас Маверикс» в 5 играх в финале НБА 2024 года.

## Статистика

### Статистика в НБА
| Сезон                                                                                    | Команда | Регулярный сезон | Регулярный сезон | Регулярный сезон | Регулярный сезон | Регулярный сезон | Регулярный сезон | Регулярный сезон | Регулярный сезон | Регулярный сезон | Регулярный сезон | Регулярный сезон | Серия плей-офф | Серия плей-офф | Серия плей-офф | Серия плей-офф | Серия плей-офф | Серия плей-офф | Серия плей-офф | Серия плей-офф | Серия плей-офф | Серия плей-офф | Серия плей-офф |
| Сезон                                                                                    | Команда | GP               | GS               | MPG              | FG%              | 3P%              | FT%              | RPG              | APG              | SPG              | BPG              | PPG              | GP             | GS             | MPG            | FG%            | 3P%            | FT%            | RPG            | APG            | SPG            | BPG            | PPG            |
| ---------------------------------------------------------------------------------------- | ------- | ---------------- | ---------------- | ---------------- | ---------------- | ---------------- | ---------------- | ---------------- | ---------------- | ---------------- | ---------------- | ---------------- | -------------- | -------------- | -------------- | -------------- | -------------- | -------------- | -------------- | -------------- | -------------- | -------------- | -------------- |
| 2018/19                                                                                  | Орландо | 12               | 0                | 5,7              | 62,5             | -                | 87,5             | 1,8              | 0,3              | 0,3              | 0,3              | 2,3              | Не участвовал  | Не участвовал  | Не участвовал  | Не участвовал  | Не участвовал  | Не участвовал  | Не участвовал  | Не участвовал  | Не участвовал  | Не участвовал  | Не участвовал  |
| 2019/20                                                                                  | Орландо | 18               | 0                | 4,1              | 35,7             | -                | 35,7             | 1,3              | 0,2              | 0,1              | 0,2              | 0,8              | Не участвовал  | Не участвовал  | Не участвовал  | Не участвовал  | Не участвовал  | Не участвовал  | Не участвовал  | Не участвовал  | Не участвовал  | Не участвовал  | Не участвовал  |
|                                                                                          | Всего   | 30               | 0                | 4,8              | 50,0             | -                | 54,5             | 1,5              | 0,2              | 0,1              | 0,2              | 1,4              | Не участвовал  | Не участвовал  | Не участвовал  | Не участвовал  | Не участвовал  | Не участвовал  | Не участвовал  | Не участвовал  | Не участвовал  | Не участвовал  | Не участвовал  |
| Наведите курсор мыши на аббревиатуры в заголовке таблицы, чтобы прочесть их расшифровку. |         |                  |                  |                  |                  |                  |                  |                  |                  |                  |                  |                  |                |                |                |                |                |                |                |                |                |                |                |

### Статистика в Джи-Лиге
| Сезон                                                                                    | Команда         | Регулярный сезон | Регулярный сезон | Регулярный сезон | Регулярный сезон | Регулярный сезон | Регулярный сезон | Регулярный сезон | Регулярный сезон | Регулярный сезон | Регулярный сезон | Регулярный сезон | Серия плей-офф | Серия плей-офф | Серия плей-офф | Серия плей-офф | Серия плей-офф | Серия плей-офф | Серия плей-офф | Серия плей-офф | Серия плей-офф | Серия плей-офф | Серия плей-офф |
| Сезон                                                                                    | Команда         | GP               | GS               | MPG              | FG%              | 3P%              | FT%              | RPG              | APG              | SPG              | BPG              | PPG              | GP             | GS             | MPG            | FG%            | 3P%            | FT%            | RPG            | APG            | SPG            | BPG            | PPG            |
| ---------------------------------------------------------------------------------------- | --------------- | ---------------- | ---------------- | ---------------- | ---------------- | ---------------- | ---------------- | ---------------- | ---------------- | ---------------- | ---------------- | ---------------- | -------------- | -------------- | -------------- | -------------- | -------------- | -------------- | -------------- | -------------- | -------------- | -------------- | -------------- |
| 2017/18                                                                                  | Айова Вулвз     | 47               | 46               | 34,9             | 62,3             | 11,1             | 72,9             | 12,8             | 2,5              | 1,1              | 0,7              | 17,8             | Не участвовал  | Не участвовал  | Не участвовал  | Не участвовал  | Не участвовал  | Не участвовал  | Не участвовал  | Не участвовал  | Не участвовал  | Не участвовал  | Не участвовал  |
| 2018/19                                                                                  | Лейкленд Мэджик | 34               | 34               | 33,2             | 58,3             | 33,3             | 73,9             | 11,3             | 3,8              | 0,8              | 0,7              | 18,0             | 2              | 2              | 37,4           | 47,2           | -              | 77,8           | 8,5            | 4,0            | 0,5            | 1,5            | 20,5           |
| 2019/20                                                                                  | Лейкленд Мэджик | 7                | 7                | 34,6             | 65,2             | 0,0              | 62,9             | 12,7             | 2,7              | 0,6              | 1,7              | 25,9             | Не участвовал  | Не участвовал  | Не участвовал  | Не участвовал  | Не участвовал  | Не участвовал  | Не участвовал  | Не участвовал  | Не участвовал  | Не участвовал  | Не участвовал  |
|                                                                                          | Всего           | 88               | 87               | 34,2             | 61,0             | 15,4             | 72,4             | 0,0              | 3,0              | 0,9              | 0,8              | 18,5             | 2              | 2              | 37,4           | 47,2           | -              | 77,8           | 8,5            | 4,0            | 0,5            | 1,5            | 20,5           |
| Наведите курсор мыши на аббревиатуры в заголовке таблицы, чтобы прочесть их расшифровку. |                 |                  |                  |                  |                  |                  |                  |                  |                  |                  |                  |                  |                |                |                |                |                |                |                |                |                |                |                |

### Статистика в NCAA
| Сезон | Команда | Conf  | Class | GP  | GS  | MPG  | FG%  | 3P% | FT%  | RPG  | APG | SPG | BPG | PPG  |
| --- | ------- | ----- | ----- | --- | --- | ---- | ---- | --- | ---- | ---- | --- | --- | --- | ---- |
| 2012/13 | Дьюк    | ACC   | FR    | 32  | 7   | 12,7 | 54,3 | -   | 61,0 | 2,9  | 0,2 | 0,4 | 0,5 | 4,0  |
| 2013/14 | Дьюк    | ACC   | SO    | 35  | 26  | 22,7 | 64,4 | -   | 49,4 | 6,9  | 1,0 | 0,7 | 0,6 | 6,5  |
| 2014/15 | Дьюк    | ACC   | JR    | 39  | 26  | 21,3 | 63,1 | -   | 55,4 | 5,8  | 0,8 | 0,6 | 0,7 | 6,1  |
| 2015/16 | Дьюк    | ACC   | SR    | 9   | 9   | 30,3 | 68,3 | -   | 55,3 | 10,3 | 1,4 | 1,0 | 1,1 | 11,4 |
| 2016/17 | Дьюк    | ACC   | SR    | 35  | 35  | 29,7 | 61,3 | -   | 62,9 | 8,4  | 1,5 | 0,7 | 1,9 | 10,9 |
| Всего | Всего   | Всего | Всего | 150 | 103 | 22,3 | 62,0 | -   | 57,5 | 6,3  | 0,9 | 0,6 | 0,9 | 7,2  |
| Наведите курсор мыши на аббревиатуры в заголовке таблицы, чтобы прочесть их расшифровку Статистика приведена с сайта sports-reference.com |         |       |       |     |     |      |      |     |      |      |     |     |     |      |

### Статистика в других лигах
| Сезон | Команда     | Лига                | GP | GS | MPG  | FG%  | 3P%   | FT%  | RPG | APG | SPG | BPG | PFL | TOV | PPG  |
| --- | ----------- | ------------------- | -- | -- | ---- | ---- | ----- | ---- | --- | --- | --- | --- | --- | --- | ---- |
| 2020/21 | Все клубы   | Все лиги            | 18 | 11 | 24,1 | 62,8 | 100,0 | 63,0 | 6,8 | 1,2 | 0,6 | 0,4 | 2,7 | 1,3 | 11,5 |
| 2020/21 | Галатасарай | Чемпионат Турции    | 16 | 11 | 24,1 | 64,7 | 100,0 | 64,0 | 7,1 | 1,3 | 0,5 | 0,4 | 2,5 | 1,3 | 11,7 |
| 2020/21 | Галатасарай | Лига чемпионов ФИБА | 2  | 0  | 23,9 | 50,0 | -     | 50,0 | 5,0 | 1,0 | 1,0 | 0,5 | 4,0 | 1,5 | 10,0 |
| Всего | Всего       | Всего               | 18 | 11 | 24,1 | 62,8 | 100,0 | 63,0 | 6,8 | 1,2 | 0,6 | 0,4 | 2,7 | 1,3 | 11,5 |
| Наведите курсор мыши на аббревиатуры в заголовке таблицы, чтобы прочесть их расшифровку Статистика приведена с сайта basketball.realgm.com |             |                     |    |    |      |      |       |      |     |     |     |     |     |     |      |